# Llista de topònims d'Algerri
Llista de topònims (noms propis de lloc) del municipi d'Algerri, a la Noguera
Informació actualitzada per un bot. Els canvis manuals es perdran quan s'actualitzi!

## cabana
| imatge | Nom                  | Ubicat a | instància de | Detalls | coordenades                                                          | Protecció | Commons (més fotos) | Dades a WD                    |
| ------ | -------------------- | -------- | ------------ | ------- | -------------------------------------------------------------------- | --------- | ------------------- | ----------------------------- |
|        | Era Polo             | Algerri  | cabana       |         | 41° 49′ 56″ N, 0° 38′ 52″ E / 41.8321598665174°N,0.647894339248706°E |           |                     | Modifica les dades a Wikidata |
|        | cabana de Folguera   | Algerri  | cabana       |         | 41° 51′ 39″ N, 0° 38′ 41″ E / 41.8608399608388°N,0.644614257982401°E |           |                     | Modifica les dades a Wikidata |
|        | cabana del Pobret    | Algerri  | cabana       |         | 41° 50′ 52″ N, 0° 37′ 38″ E / 41.8476909549574°N,0.627113869660044°E |           |                     | Modifica les dades a Wikidata |
|        | cabana del Quico     | Algerri  | cabana       |         | 41° 48′ 26″ N, 0° 35′ 47″ E / 41.8072246131097°N,0.596276409863538°E |           |                     | Modifica les dades a Wikidata |
|        | cabana del Sastre    | Algerri  | cabana       |         | 41° 51′ 47″ N, 0° 37′ 47″ E / 41.8630194410784°N,0.629739550974756°E |           |                     | Modifica les dades a Wikidata |
|        | cabana del Serraller | Algerri  | cabana       |         | 41° 51′ 47″ N, 0° 38′ 54″ E / 41.8630710042344°N,0.64844786869644°E  |           |                     | Modifica les dades a Wikidata |
|        | corral del Jirònim   | Algerri  | cabana       |         | 41° 50′ 58″ N, 0° 38′ 21″ E / 41.8494792229235°N,0.639153205329841°E |           |                     | Modifica les dades a Wikidata |
|        | corral del Parra     | Algerri  | cabana       |         | 41° 50′ 40″ N, 0° 38′ 29″ E / 41.8445247174378°N,0.641286629876108°E |           |                     | Modifica les dades a Wikidata |
|        | corral del Vila      | Algerri  | cabana       |         | 41° 48′ 15″ N, 0° 36′ 12″ E / 41.80406563834°N,0.60344360050214°E    |           |                     | Modifica les dades a Wikidata |
|        | corral del Xollat    | Algerri  | cabana       |         | 41° 51′ 39″ N, 0° 38′ 11″ E / 41.8608154364165°N,0.636410899119225°E |           |                     | Modifica les dades a Wikidata |
|        | era de Boixard       | Algerri  | cabana       |         | 41° 50′ 25″ N, 0° 40′ 13″ E / 41.84018943854°N,0.670229914528402°E   |           |                     | Modifica les dades a Wikidata |
|        | era de l'Agustí      | Algerri  | cabana       |         | 41° 50′ 18″ N, 0° 39′ 59″ E / 41.8383373511758°N,0.666395139362862°E |           |                     | Modifica les dades a Wikidata |
|        | la Boga              | Algerri  | cabana       |         | 41° 47′ 24″ N, 0° 38′ 57″ E / 41.790019665921°N,0.649183564117232°E  |           |                     | Modifica les dades a Wikidata |

## castell
| imatge | Nom                   | Ubicat a | instància de | Detalls                                 | coordenades                                                                                               | Protecció                                            | Commons (més fotos)   | Dades a WD                    |
| ------ | --------------------- | -------- | ------------ | --------------------------------------- | --- | ---------------------------------------------------- | --------------------- | ----------------------------- |
|        | Castell d'Algerri     | Algerri  | castell      | Estil: arquitectura gòtica 12nd century | 41° 49′ 04″ N, 0° 38′ 15″ E / 41.8177916667°N,0.637516666667°E ca:Al Tossal del Castell, Algerri 416 msnm | bé d'interès cultural bé cultural d'interès nacional | Castell d'Algerri     | Modifica les dades a Wikidata |
|        | Castell de la Figuera | Algerri  | castell      | 12nd century                            | 41° 50′ 31″ N, 0° 39′ 53″ E / 41.841928°N,0.664678°E ca:La Figuera 470 msnm                               | bé cultural d'interès nacional                       | Castell de la Figuera | Modifica les dades a Wikidata |

## església
| imatge | Nom                         | Ubicat a | instància de     | Detalls                                  | coordenades                                                                           | Protecció                                  | Commons (més fotos)      | Dades a WD                    |
| ------ | --------------------------- | -------- | ---------------- | ---------------------------------------- | ------------------------------------------------------------------------------------- | ------------------------------------------ | ------------------------ | ----------------------------- |
|        | Capella de Sant Pere Màrtir | Algerri  | església capella | Estil: arquitectura popular              |                                                                                       | bé integrant del patrimoni cultural català |                          | Modifica les dades a Wikidata |
|        | Ermita de Sant Blai         | Algerri  | església         | Estil: arquitectura popular 20th century | 41° 48′ 49″ N, 0° 38′ 11″ E / 41.813609°N,0.636382°E ca:Camí de Sant Blai             | bé integrant del patrimoni cultural català | Sant Blai d'Algerri      | Modifica les dades a Wikidata |
|        | Sant Josep de la Figuera    | Algerri  | església         | Estil: arquitectura romànica             | 41° 50′ 32″ N, 0° 39′ 53″ E / 41.84211°N,0.664736°E 483 msnm                          | bé cultural d'interès local                | Sant Josep de la Figuera | Modifica les dades a Wikidata |
|        | Santa Bàrbara               | Algerri  | església         | Estat: enderrocat o destruït             | 41° 50′ 25″ N, 0° 39′ 18″ E / 41.840255423332°N,0.65508382716746°E 455 msnm           |                                            |                          | Modifica les dades a Wikidata |
|        | Santa Maria d'Algerri       | Algerri  | església         | Estil: arquitectura barroca 18th century | 41° 48′ 58″ N, 0° 38′ 17″ E / 41.816048°N,0.638162°E ca:Pl. de l'Església, 1 346 msnm | bé cultural d'interès local                | Santa Maria d'Algerri    | Modifica les dades a Wikidata |

## font
| imatge | Nom                  | Ubicat a | instància de | Detalls                                        | coordenades                                                                         | Protecció                   | Commons (més fotos)    | Dades a WD                    |
| ------ | -------------------- | -------- | ------------ | ---------------------------------------------- | ----------------------------------------------------------------------------------- | --------------------------- | ---------------------- | ----------------------------- |
|        | font de Baix         | Algerri  | font         | Estil: historicisme arquitectònic 18th century | 41° 48′ 55″ N, 0° 38′ 20″ E / 41.815277777778°N,0.63888888888889°E ca:C. de la Font | bé cultural d'interès local | Font de Baix (Algerri) | Modifica les dades a Wikidata |
|        | font de la Roca Roja | Algerri  | font         |                                                | 41° 50′ 59″ N, 0° 37′ 30″ E / 41.849617464918°N,0.624898580378754°E                 |                             |                        | Modifica les dades a Wikidata |

## granja
| imatge | Nom                          | Ubicat a | instància de | Detalls | coordenades                                                          | Protecció | Commons (més fotos) | Dades a WD                    |
| ------ | ---------------------------- | -------- | ------------ | ------- | -------------------------------------------------------------------- | --------- | ------------------- | ----------------------------- |
|        | Granges de Pere Lliró        | Algerri  | granja       |         | 41° 48′ 50″ N, 0° 38′ 47″ E / 41.8138095983844°N,0.646339063485291°E |           |                     | Modifica les dades a Wikidata |
|        | Granges de la Viuda Carles   | Algerri  | granja       |         | 41° 48′ 40″ N, 0° 38′ 21″ E / 41.8111973264635°N,0.639296180119257°E |           |                     | Modifica les dades a Wikidata |
|        | Granges del Cano             | Algerri  | granja       |         | 41° 48′ 58″ N, 0° 38′ 29″ E / 41.8161554526853°N,0.641281027925338°E |           |                     | Modifica les dades a Wikidata |
|        | Granges del Manxego          | Algerri  | granja       |         | 41° 48′ 40″ N, 0° 37′ 57″ E / 41.8111933605466°N,0.632542981944977°E |           |                     | Modifica les dades a Wikidata |
|        | Granges del Rossendo         | Algerri  | granja       |         | 41° 49′ 30″ N, 0° 38′ 30″ E / 41.8251126244718°N,0.641530066299457°E |           |                     | Modifica les dades a Wikidata |
|        | Granja del Clot del Sebastià | Algerri  | granja       |         | 41° 49′ 32″ N, 0° 36′ 46″ E / 41.8256804263356°N,0.612792012947108°E |           |                     | Modifica les dades a Wikidata |
|        | Granja del Masot             | Algerri  | granja       |         | 41° 48′ 20″ N, 0° 37′ 59″ E / 41.8054662835389°N,0.63301876176755°E  |           |                     | Modifica les dades a Wikidata |
|        | Granja del Paulito           | Algerri  | granja       |         | 41° 48′ 32″ N, 0° 38′ 34″ E / 41.8089074728757°N,0.642690643334975°E |           |                     | Modifica les dades a Wikidata |
|        | Granja del Roc               | Algerri  | granja       |         | 41° 49′ 00″ N, 0° 35′ 09″ E / 41.8167140158108°N,0.5858326895502°E   |           |                     | Modifica les dades a Wikidata |

## masia
| imatge | Nom             | Ubicat a | instància de | Detalls | coordenades                                                          | Protecció | Commons (més fotos) | Dades a WD                    |
| ------ | --------------- | -------- | ------------ | ------- | -------------------------------------------------------------------- | --------- | ------------------- | ----------------------------- |
|        | Era del Sardina | Algerri  | masia        |         | 41° 49′ 35″ N, 0° 37′ 49″ E / 41.8265213115467°N,0.63034048409915°E  |           |                     | Modifica les dades a Wikidata |
|        | Era del Trist   | Algerri  | masia        |         | 41° 48′ 49″ N, 0° 38′ 37″ E / 41.8136005961439°N,0.643613978320902°E |           |                     | Modifica les dades a Wikidata |
|        | Era dels Jums   | Algerri  | masia        |         | 41° 49′ 15″ N, 0° 38′ 31″ E / 41.8208078899117°N,0.641977075543016°E |           |                     | Modifica les dades a Wikidata |
|        | Mas de Goixard  | Algerri  | masia        |         | 41° 51′ 16″ N, 0° 39′ 49″ E / 41.8544832337923°N,0.663639688765425°E |           |                     | Modifica les dades a Wikidata |
|        | Mas del Borràs  | Algerri  | masia        |         | 41° 51′ 41″ N, 0° 38′ 34″ E / 41.861494105576°N,0.642698780908531°E  |           |                     | Modifica les dades a Wikidata |
|        | Mas del Parra   | Algerri  | masia        |         | 41° 52′ 20″ N, 0° 39′ 03″ E / 41.8720880332902°N,0.650744008652693°E |           |                     | Modifica les dades a Wikidata |
|        | Mas del Ramonet | Algerri  | masia        |         | 41° 52′ 12″ N, 0° 39′ 01″ E / 41.8698881454235°N,0.650185999856363°E |           |                     | Modifica les dades a Wikidata |

## muntanya
| imatge | Nom                  | Ubicat a | instància de | Detalls | coordenades                                                         | Protecció | Commons (més fotos) | Dades a WD                    |
| ------ | -------------------- | -------- | ------------ | ------- | ------------------------------------------------------------------- | --------- | ------------------- | ----------------------------- |
|        | Roca Roja            | Algerri  | muntanya     |         | 41° 51′ 26″ N, 0° 37′ 41″ E / 41.8572°N,0.628053°E 605.7 msnm       |           |                     | Modifica les dades a Wikidata |
|        | Tossal Gravat        | Algerri  | muntanya     |         | 41° 49′ 28″ N, 0° 36′ 28″ E / 41.82445556°N,0.60779722°E 440.9 msnm |           |                     | Modifica les dades a Wikidata |
|        | Tossal Rodó          | Algerri  | muntanya     |         | 41° 49′ 28″ N, 0° 40′ 14″ E / 41.824475°N,0.67061389°E 448.3 msnm   |           |                     | Modifica les dades a Wikidata |
|        | Tossalet de l'Agustí | Algerri  | muntanya     |         | 41° 50′ 16″ N, 0° 40′ 01″ E / 41.83784722°N,0.66691361°E 439.1 msnm |           |                     | Modifica les dades a Wikidata |
|        | la Tosa              | Algerri  | muntanya     |         | 41° 51′ 19″ N, 0° 38′ 26″ E / 41.8553°N,0.640617°E 558.1 msnm       |           |                     | Modifica les dades a Wikidata |

## serra
| imatge | Nom                    | Ubicat a                                    | instància de | Detalls | coordenades                                                         | Protecció | Commons (més fotos)    | Dades a WD                    |
| ------ | ---------------------- | ------------------------------------------- | ------------ | ------- | ------------------------------------------------------------------- | --------- | ---------------------- | ----------------------------- |
|        | Serra Llarga           | Algerri Castelló de Farfanya                | serra        |         | 41° 48′ 52″ N, 0° 40′ 52″ E / 41.81452222°N,0.68116389°E 439 msnm   |           | Serra Llarga (Algerri) | Modifica les dades a Wikidata |
|        | serra de Gatfier       | Algerri Ivars de Noguera                    | serra        |         | 41° 52′ 22″ N, 0° 37′ 33″ E / 41.8729°N,0.625883°E 620.9 msnm       |           |                        | Modifica les dades a Wikidata |
|        | serra de Santa Bàrbara | Algerri                                     | serra        |         | 41° 50′ 41″ N, 0° 39′ 15″ E / 41.84459444°N,0.65424167°E 492.5 msnm |           |                        | Modifica les dades a Wikidata |
|        | serra de l'Àliga       | Algerri Castelló de Farfanya Os de Balaguer | serra        |         | 41° 50′ 35″ N, 0° 40′ 39″ E / 41.84315556°N,0.67752222°E 580.2 msnm |           |                        | Modifica les dades a Wikidata |

## Misc
| imatge | Nom                         | Ubicat a                                                      | instància de                                   | Detalls                                              | coordenades                                                                                       | Protecció                                  | Commons (més fotos)     | Dades a WD                    |
| ------ | --------------------------- | ------------------------------------------------------------- | ---------------------------------------------- | ---------------------------------------------------- | ------------------------------------------------------------------------------------------------- | ------------------------------------------ | ----------------------- | ----------------------------- |
|        | Algerri                     | Algerri                                                       | entitat singular de població capital municipal | 426 hab                                              | 41° 48′ 53″ N, 0° 38′ 11″ E / 41.81482°N,0.63633°E 348 msnm                                       |                                            |                         | Modifica les dades a Wikidata |
|        | Casa Escolà                 | Algerri                                                       | casa                                           | Estil: arquitectura neoclàssica arquitectura popular | 41° 48′ 56″ N, 0° 38′ 19″ E / 41.815613°N,0.638577°E                                              | bé integrant del patrimoni cultural català |                         | Modifica les dades a Wikidata |
|        | Gravat                      | Algerri                                                       | vèrtex geodèsic                                | Alt: 1.2m                                            | 41° 49′ 28″ N, 0° 36′ 28″ E / 41.824487°N,0.607806°E 441.12 msnm                                  |                                            |                         | Modifica les dades a Wikidata |
|        | Noguera Ribagorçana         | Vall d'Aran Alta Ribagorça Pallars Jussà Noguera Segrià Aragó | curs d'aigua                                   | Desemboca: Segre Llarg: 133km                        | 42° 37′ 36″ N, 0° 42′ 21″ E / 42.6267°N,0.7058°E 41° 40′ 29″ N, 0° 42′ 22″ E / 41.6747°N,0.7061°E |                                            | Noguera Ribagorçana     | Modifica les dades a Wikidata |
|        | Pont d'Algerri              | Algerri                                                       | pont                                           | Estil: arquitectura popular                          | 41° 48′ 47″ N, 0° 38′ 28″ E / 41.813055555556°N,0.64111111111111°E                                | bé integrant del patrimoni cultural català |                         | Modifica les dades a Wikidata |
|        | Trullets                    | Algerri                                                       | edifici                                        | Estil: arquitectura popular                          | 41° 49′ 09″ N, 0° 38′ 23″ E / 41.819195°N,0.639668°E                                              | bé cultural d'interès local                | Trullets (Algerri)      | Modifica les dades a Wikidata |
|        | canal Algerri-Balaguer      | Noguera                                                       | canal                                          | Llarg: 7.4km Superfície: 8000km²                     | 41° 49′ 46″ N, 0° 34′ 45″ E / 41.829553°N,0.5793°E                                                |                                            |                         | Modifica les dades a Wikidata |
|        | casa consistorial d'Algerri | Algerri                                                       | casa consistorial                              |                                                      | 41° 48′ 58″ N, 0° 38′ 18″ E / 41.8161626°N,0.6384057°E                                            |                                            |                         | Modifica les dades a Wikidata |
|        | creu de terme               | Algerri                                                       | creu de terme                                  | Estil: arquitectura popular 17th century             | 41° 48′ 54″ N, 0° 38′ 18″ E / 41.815108°N,0.638235°E ca:C. del Portal, 12, Algerri                | bé integrant del patrimoni cultural català | Creu de terme d'Algerri | Modifica les dades a Wikidata |
|        | la Figuera                  | Algerri                                                       | nucli de població                              | 0 hab                                                | 41° 50′ 31″ N, 0° 39′ 52″ E / 41.84196°N,0.66439°E 470 msnm                                       |                                            | La Figuera (Algerri)    | Modifica les dades a Wikidata |